# Sanger (Californie)
Pour les articles homonymes, voir Sanger.
Sanger est une ville du comté de Fresno en Californie, aux États-Unis, d'une superficie de 5,52 milles carrés (14,3 kilomètres carrés).

## Démographie
| 1920  | 1930  | 1940  | 1950  | 1960  | 1970   |
| ----- | ----- | ----- | ----- | ----- | ------ |
| 2 578 | 2 967 | 4 017 | 6 400 | 8 072 | 10 088 |

| 1980   | 1990   | 2000   | 2010   | - | - |
| ------ | ------ | ------ | ------ | - | - |
| 12 542 | 16 839 | 18 931 | 24 270 | - | - |